# Freiberger Lesehefte
Freiberger Lesehefte war eine Zeitschrift für Gegenwartsliteratur.
Freiberger Lesehefte wurde 1998 vom Freiberger Autor, Herausgeber und Verleger Peter Segler begründet und bis 2011 einmal jährlich von der Autorengemeinschaft WORT e. V. Freiberg herausgegeben. Veröffentlicht wurden Lyrik und Prosa deutschsprachiger Autoren in Kombination mit Arbeiten bildender Künstler. Mit einer eigenwilligen Mischung aus Literatur, bildender Kunst und Buchkunst waren die Ausgaben der Freiberger Lesehefte selbst Kunstobjekte und offen für experimentelle Gestaltungsideen. Thomas Bachmann, Theo Breuer, Hans Brinkmann, Carmen Caputo, Fritz Deppert, Monika Dieck, Alex Dreppec, Peter Ettl, Myriam Keil, Stefan Heuer, Sabine Imhof, Andreas Noga, René Oberholzer und Jürgen Völkert-Marten gehören zu den zahlreichen veröffentlichten Autoren.
Zu den bildenden Künstlern, die komplette Ausgaben der Freiberger Lesehefte illustriert haben, gehören Emmo Eulen (Freiberg/Sachs.), Birgit Wudenka McMullen (USA), Jürgen Völkert-Marten (Gelsenkirchen), Stefan Heuer (Burgdorf), Rolf Büttner (Augustusburg), Lydia Fenzel (Freiberg/Sachs.) sowie Fränzi Vincent (Schweiz).

## Themenbezüge der einzelnen Ausgaben
- Freiberger Lesehefte Nr. 1: ohne Themenbezug (Texte von Rosemarie Keil, Dieter Oestreich, Peter Segler, Sieglind Spieler, Rainer Spalholz)
- Freiberger Lesehefte Nr. 2: ohne Themenbezug (Texte von Emmo Eulen, Michael G. Fritz, Dietmar Goldammer, Rosemarie Keil, Torsten Mayer, Dieter Oestreich, Peter Segler, Sieglind Spieler, Rainer Spalholz, Thomas Thränert)
- Freiberger Lesehefte Nr. 3: Thema „Türen“ (mit Aquarellen von Emmo Eulen)
- Freiberger Lesehefte Nr. 4: Thema „Bäume & Menschen“
- Freiberger Lesehefte Nr. 5: Thema „Wasser“
- Freiberger Lesehefte Nr. 6: Thema „Einblicke - Ausblicke“ (mit Illustr. von Birgit Wudenka McMullen)
- Freiberger Lesehefte Nr. 7: Thema „Feuer-Spiele“
- Freiberger Lesehefte Nr. 8: Thema „verboten“
- Freiberger Lesehefte Nr. 9: Thema „erd-reich“ (mit Collagen von Jürgen Völkert-Marten)
- Freiberger Lesehefte Nr. 10: Thema „AUS ZEIT“
- Freiberger Lesehefte Nr. 11: Thema „Fabelwelten - zu Collagen von Stefan Heuer“
- Freiberger Lesehefte Nr. 12: Thema „Vor dem Wind“ (mit Grafiken von Rolf Büttner)
- Freiberger Lesehefte Nr. 13: Thema „Adams Töchter“ (mit Aquarellen von Lydia Fenzel)
- Freiberger Lesehefte Nr. 14: Thema „Texte zu Bildern von Fränzi Vincent“ (mit Bildern von Fränzi Vincent)